# Gottfried Vinzenz von Brewer
Gottfried Vinzenz von Brewer (* 22. Januar 1831 in Niedermendig; † 27. April 1873 in Andernach) war ein preußischer Verwaltungsbeamter und Landrat des Siegkreises.

## Leben
Der Katholik von Brewer wurde als Sohn des Kaufmannes Philipp Adolf von Brewer zu Bell geboren. Sein Großvater, der Rittergutsbesitzer zu Bell bei Niedermendig, Anton Joseph von Brewer zu Bell (1829 dort Bürgermeister) hatte am 9. November 1827 die preußische Anerkennung des Adelsprädikats erlangt. Nach dem Studium der Rechtswissenschaften in Bonn und Heidelberg trat von Brewer in den preußischen Verwaltungsdienst ein. 1852 in Koblenz zum Auskultator ernannt, trat er in der Folge zur Regierung Köln über. Dort erhielt er im Jahr 1855 seine Ernennung zum Regierungsreferendar, 1859 zum Regierungsassessor und 1868 zum Regierungsrat. In gleicher Stellung wurde er dann 1869 an die Regierung in Münster und 1871 an die Regierung in Kassel überwiesen. 1872 ging er in den Ruhestand. Der unverheiratet gebliebene von Brewer war der jüngere Bruder des Joseph von Brewer, der 1858 kurzzeitig die Verwaltung des Kreis Mayen ausübte.

## Landrat des Siegkreises
Nachdem Gottfried Vinzenz von Brewer im Auftrag seines Dienstherren, der Regierung Köln, bereits von Oktober 1860 bis Mai 1861 die Vertretung des Landrats des Siegkreises, Franz Wülffing, übernommen hatte, versah er dieses Amt erneut vom 26. April bis zum 20. November 1867 vertretungsweise. 